# ルチアーノ・ボディーニ
ルチアーノ・ボディーニ（Luciano Bodini, 1954年2月12日 - ）は、イタリアレーノ出身の元サッカー選手。現役時代のポジションはゴールキーパー。

## クラブ経歴
クレモネーゼ時代の1977年、ペルージャ戦でセリエAの舞台にデビューし、この試合でレナート・クーリのPKをセーブした。アタランタでの活躍により、ユヴェントスが当時37歳のディノ・ゾフの後釜に据えるべく獲得した。ゾフの引退によりレギュラーを掴むかに思われたが、チームはステファノ・タッコーニを獲得し、またしても控えに甘んじた。
ユヴェントスには10シーズン在籍、ゾフ、タッコーニの控えとなり、多くの出場機会を得られなかったが、セカンドGKとしてチームを支えた。

## タイトル
ユヴェントス
- セリエA : 1980–81, 1981–82, 1983–84, 1985–86
- コッパ・イタリア : 1982-1983
- チャンピオンズカップ : 1984-85
- インターコンチネンタルカップ : 1985
- UEFAカップウィナーズカップ : 1983-84
- UEFAスーパーカップ : 1984